# Джеймс Легг
Джеймс Легг (Леґґ, англ. James Legge ; 20 грудня 1815, Гантлі (Хантлі), Абердіншир - 29 листопада 1897, Оксфорд) — британський китаєзнавець (синолог) шотландського походження, місіонер (представник Лондонського місіонерського товариства в Малакці та Гонконзі). Перекладач, коментатор класичних творів давньокитайської філософії, він був першим професором кафедри китайської мови та літератури в Оксфордському університеті (1873—1897).
Більшість перекладацьких робіт Леґґа припадає на середній та пізній період його життя, коли його статус китаєзнавця закріпився. У 1870 році Абердинський університет присвоїв йому ступінь доктора права. На святкуванні 300-річчя Единбурзького університету Джеймс Леґґ був однією з шанованих постатей. Під час свого візиту до Парижа Джеймс Леґґ провів дискусію на високому рівні з китаєзнавства з відомим французьким сходознавцем Жульєном і отримав першу премію Жульєна. У 1876 році Джеймс Леґґ отримав першу міжнародну премію з китайської літератури за переклад китайських класиків. Годі, професор китайських студій в Кембриджському університеті, якось сказав: «Хоча Джеймс Леґґ досяг багатьох успіхів, найвидатнішим є його дослідження китайської класики». У 1878 році він опублікував свою дисертацію «Конфуціанство в Китаї», два невеликі томи «Життя і вчення Конфуція» та «Життя і вчення Мен-цзи». У 1879 році Джеймс Леґґ переклав третій том «Священних книг Сходу» (англ. Sacred Books of the East), включаючи «Книгу листів», деякі частини «Книги пісень» та «Книгу синівської шанобливості». У 1895 році, за два роки до смерті, він переклав і опублікував «Лісао» Цюй Юаня. Завдяки своєму видатному внеску в переклад китайської культурної класики, Джеймс Леґґ відомий як одне з трьох сузір'їв британського китаєзнавства».
Як і багато інших перекладачів дев'ятнадцятого століття, Джеймс Леґґ не прагнув ним стати. Спочатку він був місіонером і вивчив китайську мову, щоб займатися прозелітизмом. Cьогодні він найбільш відомий як популяризатор конфуціанської думки в англомовному світі завдяки своїм широким перекладам конфуціанської класики.

### Монографії
- Legge H. James Legge, missionary and scholar : by his daughter, Helen Edith Legge. With a photogravure portrait and sixteen other illustrations. — London : The Religious tract society, 1905. — viii, 247 p.
- Ride, Lindsay (1960). “Biographical Note”, in James Legge (trans.) The Chinese Classics (Vol. 1: Confucian Analects; The Great Learning; The Doctrine of the Mean), Hong Kong: Hong Kong University Press, 1-25. (= Ride, Lindsay (1991) ‘Biographical Note’, in James Legge The Chinese Classics; with a translation, critical and exegetical notes, prolegomena and copious indexes, Vol 1, 3rd ed.: Confucian Analects, The Great Learning, The Doctrine of the Mean. Taipei: SMC Publishing, 1–29.)
- Girardot, Norman J. The Victorian Translation of China, James Legge’s Oriental Pilgrimage. Berkeley: University of California Press, 2002. 780 pp.
- Lauren F. Pfister. Striving for ‘The Whole Duty of Man’: James Legge and the Scottish Protestant Encounter with China. Frankfurt Am Main and New York: Peter Lang, 2004. 2 vols. 808 pp. (= Scottish Studies International 34; Frankfurt a. M.: Peter Lang Verlag 2004).
- Bowman M. L. James Legge and the Chinese Classics: A brilliant Scot in the turmoil of colonial Hong Kong. — Winnipeg: FriesenPress Editions, 2016. — 641 p. — ISBN 9781460288825. (= Victoria, BC: Friesen Press, 2016.)
- Scotland and China: Literary Encounters
- Chinese Poetry and Translation Rights and Wrongs. Edited by Maghiel van Crevel and Lucas Klein. Amsterdam: Amsterdam University Press, 2019. 355 pp.
- HANDBOOKS FOR DAOIST PRACTICE 修 道 手 冊 A Total of Ten Volumes (共十册). Translated and Edited by Louis Komjathy 圓玄學院. THE YUEN YUEN INSTITUTE HONG KONG, 2008.

### Дисертації
- Lau Tze-yui. “James Legge (1815-1897) and Chinese Culture: A Missiological Study in Scholarship, Translation and Evangelization. Ph.D. thesis, University of Edinburgh, 1994.
- Wong, Man-Kong. “Christian Missions, Chinese Culture, and Colonial Administration: A Study of the Activities of James Legge and Ernest John Eitel in Nineteenth Century Hong Kong.” PhD thesis, The Chinese University of Hong Kong, 1996.
- Chen I-Hsin. Connecting Protestantism to Ruism: Religion, Dialogism and Intertextuality in James Legge’s Translation of the Lunyu : A thesis... for the degree of Doctor of Philosophy. — The University of Manchester, 2014. — 282 p. (Abstract)
- Liu, Shiyin. Deciphering James Legge's 'Confucianism'. Ph.D. thesis, University of Glasgow, 2020.
- L. Christian Nordvall. The Influence of James Legge on Later English Translations of the Confucian Classics. PhD thesis, The University of Hong Kong, September 2020.
- Wai TSUI. A Study of Wang Tao’s (1828-1897) Manyou suilu and Fusang youji with Reference to Late Qing Chinese Foreign Travels. PhD thesis, The University of Edinburgh, March 2010.
- Lingjie Ji. British Sinologists’ Studies on Chinese Literature, 1807–1901. PhD thesis, The University of Edinburgh, 2017.
- Lin, Q. New poetry and old Cathay: Translational sinography in the early twentieth-century English literary world. PhD thesis (Doctoral thesis), Lingnan University, Hong Kong, 2020.
- JIN, CHENG. Orientalism and Representations of China in the Early 19th Century: A Case Study of The Chinese Repository, (PhD thesis) Durham theses, Durham University. 2019.

### Статті
- Kornicki, Peter. A Sad Case of Neglect: The First Chinese Book in New College Library // New College Notes, 10 ( 2018 ). — P. 1 — 5.
- Honglu Li, Yang Li. A Study on the Translation Strategies of James Legge's The Book of Songs // 2020 International Conference on Educational Training and Educational Phenomena (ICETEP2020). — P. 573 — 576.
- Ping Zhang, Chunrong Wang. A Survey of James Legge’s Activities in China (1843-1873) // 2020 3rd International Conference on Economy Development and Social Sciences Research (EDSSR 2020). — P. 262 — 264.
- Jyrki Kallio. The Dialogue between Confucianism and its Translations // 2022. — Diogenes 64 (1-2):47-51.
- Qianni, H., Yaqin, H. (2025). The Phenomenon of Chinese Cultural Implications Lost in the English Translation of The Analects—Case Study of Legge’s Translation // International Journal of Current Science Research and Review, 8(6), pp. 3093-3107.